# Lege handen
Lege handen is een nummer van de Nederlandse band Van Dik Hout uit 2004. Het is de eerste single van hun livealbum Een handvol zonlicht.
Met "Lege handen" gaat Van Dik Hout iets meer de kant van de alternatieve rock op dan wat ze eerder deden. Het nummer haalde de 2e positie in de Nederlandse Tipparade.